# Eberardo Pavesi
Eberardo Pavesi   (Colturano, 2 de novembre de 1883 - Milà, 11 de novembre de 1974) va ser un ciclista italià que fou professional entre 1904 i 1919.
El 1897 va comprar la seva primera bicicleta, una Raleigh vermella de 16 kg, per 60 lires. El 1901 va debutar com a ciclista amateur i en tres anys va guanyar unes deu curses. Va debutar professionalment l'any 1904 amb el constructor de bicicletes Pirovano. El 1907 fou el primer ciclista italià en acabar el Tour de França. En el seu palmarès destaquen una quinzena de victòries, entre les quals destaquen quatre etapes del Giro d'Itàlia i la general d'aquesta cursa el 1912, formant part de l'equip Atala. La Primera Guerra Mundial suposà una aturada en la seva carrera professional i entre 1915 i 1917 no disputà cap cursa.
Un cop retirat va dirigir l'equip Legnano durant més de quaranta anys, on va contractar els futurs campions Giovanni Brunero, Alfredo Binda, Gino Bartali i Fausto Coppi.

## Palmarès
- 1904
  - 1r a la Volta del Llac de Como
  - 1r de la Pavia-Bolonya
- 1905
  - 1r de la Roma-Nàpols-Roma
  - 1r del Circuit de Brèscia
- 1906
  - 1r del Circuit de Brèscia
- 1907
  - 1r de la Milà-Bèrgam-Milà
- 1909
  - 1r del Giro de l'Emília
- 1910
  - Vencedor de 2 etapes al Giro d'Itàlia
  - Vencedor d'una etapa a la Mar-Muntanya-Llac
- 1912
  - 1r al Giro d'Itàlia, formant part de l'equip Atala
- 1913
  - Vencedor de 2 etapes al Giro d'Itàlia

### Resultats al Giro d'Itàlia
- 1909. Abandona
- 1910. 2n de la classificació general i vencedor de 2 etapes
- 1911. 8è de la classificació general
- 1912. 1r de la classificació general formant part de l'equip Atala. Aquest any la classificació es fa sols per equips. Els altres components de l'equip eren: Carlo Galetti, Giovanni Micheletto i Luigi Ganna
- 1913. 2n de la classificació general i vencedor de 2 etapes
- 1914. Abandona
- 1919. Abandona

### Resultats al Tour de França
- 1907. 6è de la classificació general
- 1908. Abandona (4a etapa)
- 1913. Abandona (6a etapa)